# Structural Health Monitoring
Unter Structural Health Monitoring (SHM) wird die kontinuierliche oder periodische und automatisierte Methode zur Bestimmung und Überwachung des Zustandes eines Überwachungsobjektes innerhalb der Zustandsüberwachung (gemäß DIN ISO 17359) verstanden. Dies erfolgt durch Messungen mit permanent installierten bzw. integrierten Aufnehmern und durch Analyse der Messdaten. So sollen Schädigungen, zum Beispiel Risse oder Verformungen, frühzeitig erkannt werden, um Gegenmaßnahmen einzuleiten.
Ein SHM-System besteht sowohl aus Überwachungsobjekt mit Messaufnehmern, Signalanpassungseinheiten und Datenspeichern als auch aus dem Datenverarbeitungssystem und dem automatisierten Diagnosesystem. Die Bestimmung des Zustandes des Überwachungsobjektes kann in
verschiedenen Detailgraden erfolgen. Dies kann die aktuelle Erfassung der Beanspruchung (z. B. als Ergebnis einer einwirkenden Last oder durch Umgebungseinflüsse), die Schadensdetektion, die Bestimmung der Art des Schadens bis hin zur Beurteilung der Auswirkungen (Integrität des Überwachungsobjektes, Standfähigkeit und Tragfähigkeit) beinhalten. Überwachungsobjekte sind vorrangig Strukturen mit tragenden Eigenschaften und/oder häufig statisch gelagerte Strukturen wie beispielsweise Rotorblätter von Windenergieanlagen oder Trag- bzw. Rumpfflächen von Schiffs- und Luftfahrzeugen, Rohrleitungen, Behälter, Fahrzeuge (Automobil, Schienenfahrzeuge) und Schienen, Hochspannungsleitungen, Gründungsstrukturen von Offshore Bauwerken, Brücken, Bauwerke.
Während SHM bei statischen Bauteilen angewandt wird, bezieht sich das Condition-Monitoring auf die Überwachung von Maschinen. Ein Modellbeispiel für beide Methoden ist die Haut des Menschen, deren Schmerz-Rezeptoren ortsaufgelöst und zeitnah sowohl über die körperlichen Belastungen als auch über das Befinden informieren.

## Verfahren
Üblicherweise erfolgen Prüfungen von Bauteilen nach festgelegten Zeiten. Die Inspektionsintervalle müssen so gewählt sein, dass Schädigungen erkennbar sind, bevor es zu einem Totalausfall kommt.
Die Methode SHM liefert jederzeit Kennwerte, die darüber informieren, ob ein Schaden vorliegt oder nicht. Allein durch diese Feststellung versprechen sich Airlines bis zu 40 Prozent Ersparnis bei den Wartungszeiten. Im zweiten Schritt soll der Ort und die Größe des Schadens ermittelt werden, um im dritten Schritt eine Aussage treffen zu können, welchen Einfluss ein Schaden auf die Eigenschaften der Struktur hat und ob gegebenenfalls kein sofortiger Austausch des Bauteils erfolgen muss.
SHM-Anwendungen finden sich beispielsweise bei Brücken, in der Luft- und Raumfahrt, bei Windkraftanlagen und Rohrleitungen. So laufen Versuche, Glasfasern, sogenannte Fibre-Bragg-Sensoren, in Tragflächen und Rotorblättern einzubetten. Veränderungen der Lichtsignale, die durch die Fasern geschickt werden, geben Auskunft über die Belastung der Bauteile. Alternativ werden Ultraschall-Verfahren untersucht.